# MCM (motorfiets)
MCM (Mead Competition Machines) is een historisch merk van motorfietsen. 
Een Brits merk dat in 1988 een 500 cc enduromotor met Weslake-blok presenteerde.